# Pasta Frolla

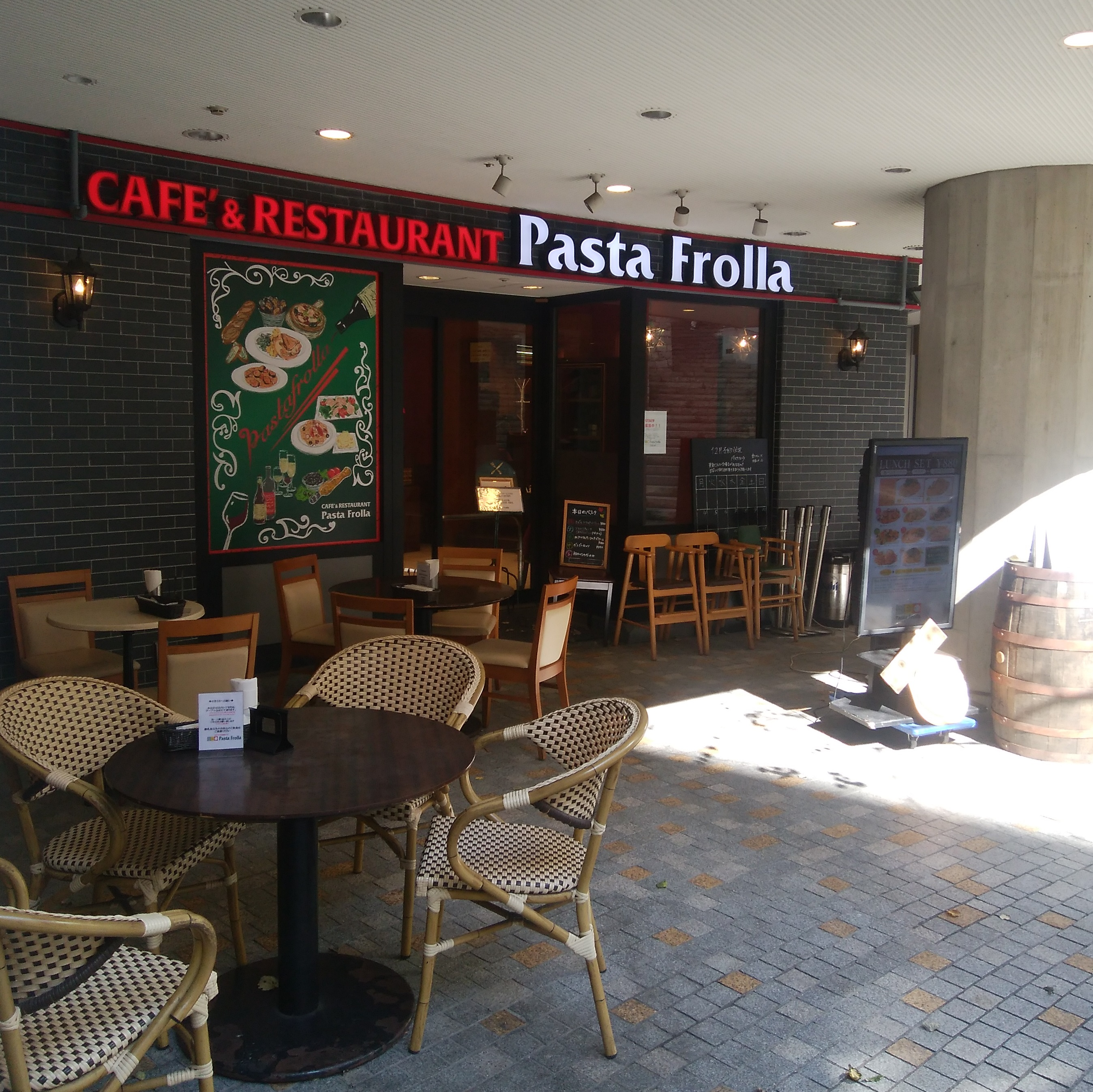
Pasta Frolla 東京オペラシティ店（初台駅）

Pasta Frolla（パスタフローラ）は、かつて存在した日本のイタリア料理のフランチャイズチェーン、およびその運営会社であったハートリンクカンパニーの旧社名。
ファストカジュアルとフルサービス両方の業態を展開し、主な客層ターゲットを20代から40代の女性としていた。
2008年、株式会社ペッカリイがパスタフローラ10店を買収し、FC加盟店オーナーを募った。
2010年5月にペッカリイが民事再生を申請（倒産）。アール・ディー・シーホールディングスの支援を受け、2010年7月に丸山鉄二を社長として（株）パスタフローラが設立された。（株）パスタフローラは、2011年3月（株）ハートリンクカンパニーに社名変更した。ハートリンクカンパニーは2015年に（株）アールディーシーに吸収合併された。
2023年4月時点で存在する店舗は東京オペラシティ店の一店舗のみとなっていた。東京オペラシティ店は2023年7月末に閉店している。